# Roger Schmidt
Roger Schmidt (Kierspe, 13 de Março de 1967), é um treinador e ex-futebolista alemão que atuava como médio. Atualmente está sem clube.

## Carreira como treinador

### Delbrücker
Começou sua carreira de treinador no modesto Delbrücker em 2004 como jogador-treinador.

### Preußen Münster
Tornou-se treinador do Preußen Münster em 2007.
Foi despedido em março de 2010.

### Paderborn 07
A 1 de junho de 2011 é anunciado como treinador do Paderborn 07.

### Red Bull Salzburgo
No dia 24 de junho de 2012, foi anunciado como o sucessor de Ricardo Moniz. 
Depois de uma primeira época sem grande sucesso, ganhou o Campeonato Austríaco e a Taça da Áustria na época 2013-14.
Na mesma época alcançou os oitavos de final da Liga Europa, onde foi eliminado pelo Basileia no agregado dos dois jogos. Nessa equipa do Salzburg pontificavam nomes como os de Sadio Mané, Péter Gulácsi, Martin Hinteregger ou Kevin Kampl, na altura desconhecidos do grande público.

### Bayer Leverkusen
Regressou a Alemanha na época 2014-15 quando foi contratado pelo Bayer Leverkusen para substituir Sascha Lewandowski.
Na sua primeira época ao comando do Leverkusen, levou o clube até aos oitavos de final da Liga dos Campeões, onde perdeu apenas nos penáltis frente ao Atlético de Madrid e obteve o quarto lugar na Bundesliga. No final dessa época prolongou o seu contrato até Junho de 2019.
No dia 21 de fevereiro de 2016, protagonizou um momento caricato quando foi expulso pelo arbitro Felix Zwayer num jogo frente ao Borussia Dortmund depois ter protestado uma decisão do mesmo que deu origem ao único golo do jogo, recusou-se a abandonar o banco, fazendo o arbitro suspender o jogo e ordenasse que os jogadores fossem para os balneários. O jogo foi retomado 8 minutos depois, já sem Schmidt no banco.
No dia 5 de março de 2017, Roger Schmidt foi demitido após a derrota por 6-2 contra o Borussia Dortmund na Bundesliga, além do insucesso na Liga dos Campeões, quando perdeu frente ao Atlético de Madrid por 2-4 na BayArena.

### Beijing Guoan
Em junho de 2017, foi anunciado como treinador do Beijing Guoan da Superliga Chinesa. onde assinou um contrato de 2 anos e meio. 
Ganhou a Taça da China em 2018, frente ao Shandong Luneng.
Foi despedido no dia 31 de julho de 2019, foi uma despedia emotiva para os adeptos do Beijing Guoan tendo centenas deles ido ao aeroporto prestar homenagem.

### PSV Eindhoven
De regresso ao futebol europeu, foi apresentado como treinador do PSV Eindhoven no dia 11 de março de 2020 e assinou um contrato até 2022.
Durante os seus dois anos ao comando do clube neerlandês, ganhou uma Supertaça dos Países Baixos e uma Taça dos Países Baixos na época 2021-22, ambas ganhas frente ao Ajax.

### Benfica
No dia 18 de maio de 2022, foi anunciado como treinador do Benfica para a época 2022-23, tendo assinado um contrato até 2024, tendo este contrato sido renovado até 2026.
Roger Schmidt foi despedido do Benfica em 31 de agosto de 2024 após um empate de 1-1 contra o Moreirense.

## Títulos
Red Bull Salzburg
- Campeonato Austríaco: 2013–14
- Taça da Áustria: 2013–14

Beijing Guoan
- Taça da China: 2018

PSV Eindhoven
- Supertaça dos Países Baixos: 2021
- Taça dos Países Baixos: 2021–22

Benfica
- Primeira Liga: 2022–23
- Supertaça Cândido de Oliveira: 2023